# Joana Vatsijalu
Joana Vatsijalu (takođe poznata i kao Ioana Batsialu, грч. Ιοαννα Βατσιαλου; Kardica, 17. avgust 1971) je lekar, doktor medicinskih nauka, specijalista fizikalne medicine i rehabilitacije, sa užom supspecijalizacijom iz oblasti estetske, antiejdž medicine, mezoterapije, preventivne i regenrativne medicine. Medicinski je direktor i vlasnik Poliklinike za regenerativnu medicinu Ioanna Regen u Beogradu.
Vatsijalu je jedan od najrespektabilnijih lekara u neoperativnoj estetskoj medicini, mezoterapiji i antiejdž medicini u Evropi. Govori srpski, grčki i engleski jezik.

## Obrazovanje
U Atini je završila osnovnu i srednju školu, a diplomirala je na Medicinskom fakultetu Univerziteta u Beogradu 1997. godine. Među prvim lekarima u Srbiji počela je da se bavi mezoterapijom i do danas je najveći stručnjak u oblasti estetske, antiejdž, preventivne i regenerativne medicine u našem regionu. Nakon prvog magisterijuma i brojnih specijalizacija, doktorirala je u 32. godini i stekla zvanje Doktora medicinskih nauka, 2003. godine.
Nakon doktorskih studija, prof. dr Joana Vatsijalu je završila još dva mastera na Medicinskom fakultetu u Parizu i Medicinskom fakultetu u Rimu u oblasti estetske i antiejdžing medicine.
- 2017 – 2020. University of Camerino – Italija, master estetske medicine i terapije
- 2008 – 2010.  Euromedicom Paris – Francuska, lekar subspecijalista – master anti-aging medicine
- 2004 – 2006.  Evropski centar za mir i razvoj (ECPD) Univerziteta za mir Ujedinjenih nacija – Srbija, lekar subspecijalista tradicionalne medicine i akupunkture
- 2004 – 2006. Euromedicom Paris – Francuska, lekar subspecijalista – master estetske medicine
- 2001 - 2005.
- 2001 – 2005. Medicinski fakultet Univerziteta u Beogradu, Doktor medicinskih nauka, doktorske akademske studije, balneoklimatologija – fizikalna medicina i rehabilitacija
- 1997 – 2001. Medicinski fakultet Univerziteta u Beogradu, magistar medicinskih nauka – magistarske akademske studije, balneoklimatologija – fizikalna medicina I rehabilitacija
- 1999 – 2003. Medicinski fakultet  Univerziteta u Beogradu, lekar specijalista fizikalne medicine i rehhabilitacije
- 1996 – 1999. Viša medicinska škola u Beogradu, viši fizioterapeut
- 1991 – 1997.  Medicinski fakultet, Univerzitet u Beogradu, doktor medicine, osnovne akademske studije
- 1985 – 1989.  Lycee, Atina, Srednja škola

## Profesionalno usavršavanje
Joana Vatsijalu je u Srbiji i širom sveta stekla preko 50 različitih sertifikata i diploma prestižnih škola i univerziteta. Takođe, redovan je učesnik i predavač mnogobrojnih relevantnih  kongresa u oblasti estetske, regenerativne i antiejdž medicine. U Parizu je subspecijalizirala sve oblasti mezoterapije - za bolna reumatska stanja i postreumatska stanja, estetske i dermatološke promena. Paralelno sa usavršavanjem u Francuskoj, u periodu 2006—2007. godine u Belgiji je završila subspecijalizaciju iz antiejdž medicine i dobila diplomu International master course in anti-aging, kao i priznanje za ekstra-eksperta mezoterapije i estetskih neoperativnih procedura. Profesor je na Visokoj školi zdravstvenih studija u Beogradu, ali i internacionalni instruktor za mezoterapiju, botulin toksin, mezokoktele, Revitacare filere, Revanesse i Teoxan filere.
Uvaženi je član Svetske asocijacije antiejdžing medicine - World Society of Interdisciplinary of Anti-Aging Medicine (WOSIAM). Osim što radi širom Republike Srbije i Grčke, prof. dr Joana Vatsijalu poverenje poklanjaju i pacijenti u Švajcarskoj, Francuskoj, Belgiji, Holandiji, Velikoj Britaniji i mnogim drugim zemljama. Godine 2021. bila je Edukativni predavač na Svetskom kongresu estetske i antiejdž medicine u Monaku (AMWC). Od 2023. godine je zvanični Key opinion leader za TEOXANE hijalorunske filere za ceo region.
- 2022. Predavač na Svetskom kongresu estetske i anti-aging medicine u Monaku (AMWC)
- 2021. Predavač na Svetskom kongresu estetske i anti-aging medicine u Monaku (AMWC)
- 2019. Predavač na Svetskom kongresu estetske i anti-aging medicine u Monaku (AMWC)
- 2021. Član Srpske privredne komore
- 2021. Član Helenske privredne komore
- 2021. Član Međunarodnog Udruženja žena
- 2019. Član Srpske asocijacije menadžera
- 2019. Član Udruženja korporativnih direktora
- 2003. Član Svetske asocijacije za anti-aging medicinu (WOSIAM)
- 1997. Član Lekarske komore Srbije
- 1997. Član Srpskog lekarskog društva
- kao predavača na brojnim svetskim međunarodnim i domaćim stručnim skupovima i kongresima, pre svega na Evropskim kongresima estetske i anti-aging medicine i mezotrapije
- preko 60 sertifikata sa svetskih međunarodnih i domaćih stručnih kongresa i simposiona
- Objavljeno preko 20 naučnih radova na teme laserske, balneoterapije i fizikalne terapije

## Profesionalni rad
Prof. dr Joana Vatsijalu danas se može pohvaliti višedecenijskim profesionalnim radom, sa više od 20 godina medicinske prakse u preko 10 gradova u regionu i svetu. Pored toga što je lekar specijalista - konsultant na mnogim uspešnim klinikama, ona je medicinski direktor ordinacije koja okuplja tim vrhunskih stručnjaka iz Srbije i inostranstva – lekare specijaliste: kardiologije, endokrinologije, dermatologije, soft hirurgije i plastične hirurgije, anesteziologe, dečije hirurgije, genetičare, dijetoterapije, stručnjake kozmetologije i fizikalne medicine u cilju jedinstvenog i revolucionarnog, multidisciplinarnog pristupa zdravlju i lepoti.
- 2021 – do danas – profesor na Akademiji strukovnih studija Beograd, Odsek visoka zdravstvena škola
- 2021 – do danas - Ordinacija za regenerativnu i preventivnu medicinu , Direktor, lekar
- 2019 – 2021. - Zavod za kožne i venerične bolesti IOANNA MediGroup, zamenik direktora[4]
- 2017 – 2019. - Specijalna bolnica za dermatovenerologiju IOANNA MediGroup, medicinski direktor, zamenik direktora i lekar
- 2017 – 2019. - PZU ambulanta ljekara opšte prakse "MEDIGROUP CRNA GORA", Podgorica, lekar konsultant
- 2017 – do danas - Zdravstvena ustanova MEDICO-S BANJA LUKA, lekar konsultant iz oblasti medicine – dermatovenerologije
- 2018 – 2021. - Iso Collagen (proizvod: BEAUTIN COLLAGEN tečni kolagen), lekar promoter
- 2014 – do danas – Teofania (ANAZOI anti-age kozmetika), lekar promoter
- 2015 – 2021. - Visoka zdravstveno-sanitarna škola strukovnih studija Visan, profesor u užoj naučnoj oblasti fizikalna medicina, farmacija i farmakologija
- 2004 – 2017. - Privatna Ordinacija Ioanna mezoterapija[5]

### poliklinika
Klinika je prva klinika za regenerativnu, estetsku i antiejdžing medicinu u regionu. Direktor i vlasnik klinike je prof. dr Ioanna Batsialou, specijalista u oblasti fizikalne medicine, rehabilitacije, mezoterapije, estetske i anti-aging medicine, ujedno i jedan od najpriznatijih medicinskih stručnjaka neoperativne medicine u Evropi sa praksom preko 20 godina.
Pod okriljem Ioanna Regen Klinike dr Ioanna je okupila tim vrhunskih stručnjaka iz Srbije i inostranstva – specijaliste kardiologije, endokrinologije, dermatologije, soft hirurgije i plastične hirurgije, genetičare, dijetoterapije, stručnjake kozmetologije i fizikalne medicine u cilju jedinstvenog i revolucionarnog pristupa brizi o zdravlju koje savremeno doba zahteva. Klinika nudi sveobuhvatne procedure najviših, svetskih standarda u medicinskoj praksi sa individualnim pristupom svakom pacijentu. Prevencija bolesti uz usporavanje procesa biološkog starenja organizma fokus je terapija koje osiguravaju bolji kvalitet života i sprečavaju teška oboljenja.
Ioanna Regen Klinika je jedina ustanova u regionu koja pruža jedinstven holistički, odnosno sveobuhvatni multidisciplinarni pristup u oblasti regenerativne, estetske i anti-aging neoperativne medicine za idealno zdravstveno stanje kao preduslov savršenog izgleda.

## Humanitarni rad
Pored značajne karijere i mnogobrojnih priznanja u oblasti estetske medicine, veliki je dobročinitelj i ktitor. Inicijator je humanitarne akcije sa organizacijom NURDOR. Takođe, donator je brojnih drugih organizacija, ustanova i udruženja, a neka od njih su:
- Beogradska sigurna ženska kuća za žrtve porodičnog nasilja,
- Fondacija NJ.K.V. Katarine Karađorđević,
- Centar za zaštitu odojčadi, dece i omladine Zvečanska,
- Fondacija Novak Đoković,
- Univerzitetska dečja klinika Tiršova,
- Crkvena narodna kuhinja u Beogradu.

Ktitor je:
- Crkve SvetogaArhanglea Gavrila u Zemunu,
- Manastira Svete Trojice u Ovčarsko-kablarskoj klisuri
- Manastira Svetog proroka Ilije, Kruševac
- Manastir Svetog Simeona, Crna Gora
- Manastir Vavedenja Presvete Bogorodice, Bliškovo, Crna Gora
- Manastir Svetog Đorđa, Zvornik, Bosna i Hercegovina
- Manastir Svetog Paisia, Tesaloniki, Grčka
- Manastir Svetog velikomučeniak Haralampija, Kardica, Grčka

## Priznanja i nagrade
Pored velike posvećenosti i ljubavi prema poslu i pacijentima, zalaganju za primenu antiejdž medicine u službi zdravog starenja, prof. dr Ioanna Batsialou je majka, supruga, filantrop i dobitnica ordenja od crkvenog vrha i ktitor.
- 2017. godine dobila je Ordena Svetog Save koji joj je uručio Patrijarh Srpske pravoslavne crkve Irinej
- 2017. godine ispred Grčke pravoslavne crkve vladika Timotoj ju je odlikovao Ordenom zlatnog krsta Svetog Serafima u Tesaliji
- 2018. inicirala je i akciju za izgradnju crkve Svete Trojice na Vračaru, JEDNA CIGLA – NOVI HRAM,
- dobitnica je i ordena Cara Nikolaja II porodice Romanov i
- 2022. godine uručen joj je orden mitropolita crnogorsko-primorskog Joanikija.

## Spoljašnje veze
- Zvanični veb-sajt
- „"Došla sam u Beograd da studiram, tri puta sam kretala da se vratim u Atinu: 30 godina kasnije, ovo je moj grad"”. Žena Blic. Приступљено 7. 3. 2023.
- „Da li je nepristojno ako se vidi da ste imali neku estetsku proceduru na licu”. RTS. Приступљено 7. 3. 2023.